# Malick Fall (football)
Pour les articles homonymes, voir Malick Fall et Fall.
Malick Fall, né le 17 novembre 1968 à Matam (Sénégal) et mort le 16 octobre 2023, est un footballeur international sénégalais, évoluant au poste d'attaquant.

## Biographie
Née à Matam, Malick Fall quitte le Sénégal pour la France à l'âge de 13 ans. Il devient jeune joueur de plusieurs clubs de ligue 2 notamment Amiens SC, SC Abbeville et Angers SCO. À l'âge adulte Malick Fall participe à plusieurs sélections en équipe nationale du Sénégal. Il jouera notamment pour le Sénégal lors de la coupe d'Afrique des nations en 1992. Il prendra sa retraite sportive en 1996.